# Marvel vs. Capcom Fighting Collection: Arcade Classics
Marvel vs. Capcom Fighting Collection: Arcade Classics — сборник файтингов, разработанных и изданных японской компанией Capcom. Это второй проект подсерии Fighting Collection после вышедшего в 2022 году Capcom Fighting Collection. Он состоит из игр для аркадных автоматов из серии Marvel vs. Capcom, выпускавшихся с 1993 по 2000 год. В сентябре 2024 года состоялся релиз его цифровой версии для Nintendo Switch, PlayStation 4 и Windows, а в ноябре 2024 года в продажу поступили физические копии игры для PlayStation 4 и Nintendo Switch. В феврале 2025 года вышла цифровая версия сборника для Xbox One.
Анонс Arcade Classics состоялся в июне 2024 года. Сборник включает следующие игры: Marvel Super Heroes, Marvel vs. Capcom: Clash of Super Heroes, Marvel vs. Capcom 2: New Age of Heroes — первый релиз на новых платформах со времён игровых консолей седьмого поколения —, The Punisher — первое портирование на консоли —, X-Men: Children of the Atom, X-Men vs. Street Fighter и Marvel Super Heroes vs. Street Fighter — первое обновление версии для консолей с момента их выпуска. В каждой игре есть многопользовательский режим с обычными и рейтинговыми матчами, таблицами лидеров, а также режимы обучения и наблюдения.
Сборник получил преимущественно положительные отзывы.

## Игровой процесс
| 1993 | The Punisher                             |
| 1994 | X-Men: Children of the Atom              |
| 1995 | Marvel Super Heroes                      |
| 1996 | X-Men vs. Street Fighter                 |
| 1997 | Marvel Super Heroes vs. Street Fighter   |
| 1998 | Marvel vs. Capcom: Clash of Super Heroes |
| 1999 |                                          |
| 2000 | Marvel vs. Capcom 2: New Age of Heroes   |

Marvel vs. Capcom Fighting Collection: Arcade Classics представляет собой сборник из семи разработанных и изданных компанией Capcom компьютерных игр с участием персонажей комиксов американского издательства Marvel Comics. Он содержит портированные версии файтингов-кроссоверов из серии Marvel vs. Capcom для аркадных автоматов — от X-Men vs. Street Fighter до Marvel vs. Capcom 2: New Age of Heroes, предшествовавшие им файтинги X-Men: Children of the Atom и Marvel Super Heroes, а также beat ’em up The Punisher. Сборник знаменует: второе переиздание Marvel Super Heroes и Marvel vs. Capcom: Clash of Super Heroes после их выхода в рамках Marvel vs. Capcom Origins в 2012 году; второе переиздание Marvel vs. Capcom 2 с момента её ремастера в высоком разрешении для PlayStation 3 и Xbox 360 в 2009 году; и первое портирование на консоли аркадной версии The Punisher после её релиза в 1993 году.
Как и в случае со сборником Capcom Fighting Collection, в каждой игре Arcade Classics есть многопользовательский режим с обычными и рейтинговыми матчами, таблицами лидеров, а также режимы обучения и наблюдения. Также в сборник были добавлены возможность быстрого сохранения, режим «музея», в котором игрок может просмотреть концепт-арты и прослушать музыку из каждого проекта. Разработчики добавили дополнительные функции в некоторые игры: например, теперь пользователь может играть за ранее недоступных боссов Магнето и Джаггернаута из Children of the Atom, а также гостевого персонажа Акуму из франшизы Street Fighter; аналогичным образом в Marvel Super Heroes Доктор Дум, Танос и гостевой персонаж Анита из Darkstalkers также становятся доступны для игры; наконец в Marvel Super Heroes vs. Street Fighter список игровых персонажей пополняют босс Кибер Акума и Норимаро, ранее эксклюзивный для консольной и японской версиях для аркадных автоматов. В файтингах добавлена возможность использовать гиперкомбо одной кнопкой, которая отсутствует в рейтинговых матчах многопользовательского режима. Во всех играх также есть переключатели для уменьшения мерцания экрана.

## Разработка
В декабре 2013 года представители Capcom объявила, что цифровые релизы Ultimate Marvel vs. Capcom 3, Marvel vs. Capcom Origins и ремастер Marvel vs. Capcom 2: New Age of Heroes для PlayStation 3 и Xbox 360 будут удалены из библиотек этих консолей из-за истечения срока действия лицензии с Marvel Entertainment об использовании персонажей издательства комиксов. Новая материнская компания Marvel The Walt Disney Company, которая приобрела её в 2009 году, не стала продлевать лицензию Capcom и вместо этого решила поместить персонажей комиксов в свою серию Disney Infinity.
В мае 2016 года представители Disney объявили о закрытии игрового подразделения компании, что позволило сторонним разработчикам игр, включая Capcom, вернуться к переговорам на предмет приобретения лицензии на использование персонажей Marvel. Несмотря на возобновление сотрудничества между Capcom Marvel, которое привело к созданию Marvel vs. Capcom: Infinite и порта Ultimate Marvel vs. Capcom 3 для PlayStation 4, Xbox One и Windows, переиздание Origins и Marvel vs. Capcom 2 для консолей так и не состоялось.
Недоступность некоторых ранних игр франшизы на консолях следующего поколения и Windows побудила известного представителя сообщества файтингов Максимилиана Дуда организовать в августе 2021 года фанатскую кампанию, участники которой выступали за переиздание классических проектов Marvel vs. Capcom, в частности Marvel vs. Capcom 2. Руководитель разработавшей сборник Street Fighter 30th Anniversary Collection студии Digital Eclipse Майк Мика поддержал кампанию и выразил интерес к переизданию Marvel vs. Capcom 2. В сентябре 2016 года представители студии вступили в переговоры с Disney и Capcom.
Анонс Marvel vs. Capcom Fighting Collection: Arcade Classics состоялся в июне 2024 года, во время презентации Nintendo Direct. Представители Capcom заявили, что в сборник войдут семь игр для аркадных автоматов с участием персонажей Marvel, причём это будет первое переиздание для консолей проектов Marvel Super Heroes, Marvel vs. Capcom: Clash of Super Heroes и Marvel vs. Capcom 2: New Age of Heroes с момента их исчезновения на платформах седьмого поколения. Разработчики Arcade Classics также впервые портировали на консоли аркадную игру The Punisher и переиздали файтинги X-Men: Children of the Atom, X-Men vs. Street Fighter и Marvel Super Heroes vs. Street Fighter.
В отличие от ремастера 2009 года, который был основан на версии для Dreamcast, версия Marvel vs. Capcom 2 из Arcade Classics представляет собой порт оригинальной аркадной игры, что также характерно для других проектов сборника. Менеджер по продукту Marvel Games Лора Хэтэуэй обсудила Marvel vs. Capcom Fighting Collection в первом эпизоде официального подкаста Marvel, где обозначила давнее партнёрство Marvel и Capcom, которое началось в 1990-х годах, а также желание порадовать фанатов франшизы 'Marvel vs. Capcom в качестве основных причин разработки сборника.

## Выпуск
Цифровой релиз Marvel vs. Capcom Fighting Collection: Arcade Classics для Nintendo Switch, PlayStation 4 и Windows состоялся 12 сентября 2024 года. 22 ноября того же года в продажу поступили физические копии игры; это было первое переиздание Marvel vs. Capcom 2: New Age of Heroes с момента выхода портов для PlayStation 2 и Xbox в 2002 году. Также это был первый физический релиз предшествовавших Marvel vs. Capcom 2 проектов для консолей, с момента выхода их оригинальных портов в 1990-х годах, включая Marvel Super Heroes и Marvel vs. Capcom: Clash of Super Heroes, которые ранее были доступны в цифровом сборнике Marvel vs. Capcom Origins для PlayStation 3 и Xbox 360.
В регионе EMEA физические копии сборника для Nintendo Switch не содержат игровые карты и продаются с кодами загрузки цифровой версии, как и в случае с другими играми Capcom для этой консоли. Также Arcade Classics является первым проектом серии Marvel vs. Capcom, который вышел на консоли Nintendo, а также первым случаем, когда аркадные игры франшизы были портированы на ПК.
Оформившие предварительный заказ пользователи получили вместе с игрой копии 32-страничного ваншота Marvel vs. Capcom с обложкой Тодда Наука, изданного Marvel Comics. Различные комиксы издательства, выпускавшиеся в декабре 2024 года, имели несколько вариантов обложек, на которых персонажи были нарисованы в стилистике Marvel vs. Capcom 2. 4 февраля 2025 года состоялся релиз версии Arcade Classics для Xbox One.

## Восприятие
| Сводный рейтинг       | Сводный рейтинг                      |
| Агрегатор             | Оценка                               |
| --------------------- | ------------------------------------ |
| Metacritic            | (NS) 86/100 (PC) 86/100 (PS4) 86/100 |
| OpenCritic            | 95%                                  |
| Иноязычные издания    |                                      |
| Издание               | Оценка                               |
| Destructoid           | 8/10                                 |
| GameSpot              | 8/10                                 |
| Hardcore Gamer        | 4/5                                  |
| Nintendo Life         | 9/10                                 |
| Nintendo World Report | 9,5/10                               |
| Push Square           | 8/10                                 |
| Shacknews             | 8/10                                 |
| TouchArcade           | 4,5/5                                |
| Video Games Chronicle | 4/5                                  |

### До выпуска
Представители сообщества файтингов — в частности участники движения #FreeMvC2, посвящённого переизданию ранних игр серии Marvel vs. Capcom на современных платформах — одобрительно отнеслись к анонсу Marvel vs. Capcom Fighting Collection. Также их удивили новости о проекте в рамках трансляции Nintendo Direct, презентации, которая была рассчитана на ценителей различных игровых жанров, а не только любителей файтингов, как в случае с Evolution Championship Series.
Несколько известных представителей сообщества файтингов — Джастин Вонг, YipeS, Стивен «Dream King» Чавес и организатор кампании по выпуску ранних игр Marvel vs. Capcom на более современном оборудовании Максимилиан Дуд — приняли участие в продвижение сборника. За анонсом проекта последовали многочисленные слухи и спекуляции относительно возможного возрождения серии и разработки продолжения Marvel vs. Capcom: Infinite; выход сборника расценивался как возможность для Capcom поправить своё финансовой положение после выпуска не оправдавшей ожиданий руководства Infinite, а также возобновлением сотрудничества между Marvel и Capcom и приобретением 21st Century Fox компанией Disney в 2019 году. Последнее событие привело к тому, что к Marvel вернулись права на экранизацию комиксов о Людях Икс и Фантастической четвёрки, персонажи которых были исключены из различных медиа-продуктов компании из-за юридических споров между The Walt Disney Company, Marvel Studios и 20th Century Fox.
Фанаты франшизы были разочарованы решением Capcom не выпускать сборник на платформах Xbox One и Xbox Series X/S вплоть до того, что фраза «No Xbox» на короткое время стала трендом в Twitter. Пресса провела параллель с другими сборниками Capcom, которые также не были выпущены на этих консолях, например The Great Ace Attorney Chronicles, Mega Man Battle Network Legacy Collection и Monster Hunter Stories.

### После выпуска
По данным агрегатора рецензий Metacritic, Marvel vs. Capcom Fighting Collection: Arcade Classics получила преимущественно положительные отзывы; версии для PC, PlayStation 4 и Xbox One имеют 86 баллов из 100. Согласно OpenCritic, сборник рекомендовало 95% критиков.
Согласно графикам загрузок за сентябрь 2024 года, Arcade Classics заняла 3-е место среди самых продаваемых игр для PlayStation 4 в Северной Америке. В том же месяце она расположилась на 16-й строчке в рейтинге самых продаваемых игр в Соединенных Штатах. С 18 по 24 ноября версия для Nintendo Switch располагалась на 9-м месте в списке самых продаваемых игр в Японии. В ноябре она являлась 20-й самой продаваемой игрой в Соединенных Штатах.